# Colonammininae
Colonammininae es una subfamilia de foraminíferos bentónicos de la familia Saccamminidae, de la superfamilia Saccamminoidea, del suborden Saccamminina y del orden Astrorhizida. Su rango cronoestratigráfico abarca desde el Silúrico hasta la Actualidad.

## Discusión
Clasificaciones previas hubiesen incluido Colonammininae en la superfamilia Astrorhizoidea, así como en el suborden Textulariina del orden Textulariida.

## Clasificación
Colonammininae incluye a los siguientes géneros:
- Colonammina †
- Jascottella †
- Nubeculariella

Otro género considerado en Colonammininae es:
- Mamilla †, aceptado como Jascottella